# 403 př. n. l.

## Hlava státu
- Perská říše – Artaxerxés II. (404 – 359 př. n. l.)
- Egypt – Amenardis (404 – 398 př. n. l.)
- Bosporská říše – Satyrus (433 – 389 př. n. l.)
- Sparta – Pausaniás (409 – 395 př. n. l.) a Ágis II. (427 – 399 př. n. l.)
- Athény – Pythodorus (404 – 403 př. n. l.) » Eucleides (403 – 402 př. n. l.)
- Makedonie – Archeláos (413 – 399 př. n. l.)
- Epirus – Tharrhypas (430 – 392 př. n. l.)
- Odryská Thrácie – Amadocus I. (408 – 389 př. n. l.) a Seuthes II. (405 – 387 př. n. l.)
- Římská republika – tribunové M. Aemilius Mamercinus, M. Quinctilius Varus, L. Valerius Potitus, L. Iulius Iullus, Ap. Claudius Crassus Inregillensis a M. Furius Fusus (403 př. n. l.)
- Syrakusy – Dionysius I. (405 – 367 př. n. l.)
- Kartágo – Himilco II. (406 – 396 př. n. l.)